# Martin Rebolj
Martin Rebolj, slovenski politik, * 6. december 1948.
Leta 2004 je bil v drugem krogu izvoljen za župana Občine Moravče; prejel je 1084 glasov od 2049 (52,9 %).